# Dik Evans
Richard G. "Dik" (ou "Dick") Evans est un guitariste connu comme étant l'un des fondateurs du groupe irlandais Virgin Prunes.

## Jeunesse
Dik Evans est né à Barking en Angleterre de parents gallois, Gwenda et Garvin Evans. Alors qu'il était encore tout jeune, sa famille déménagea à Malahide, dans le comté de Dublin (aujourd'hui dans le comté de Fingal), en Irlande. Il est le grand frère de David "The Edge" Evans, guitariste du célèbre groupe de rock U2.
Il a commencé à apprendre à jouer de la guitare avec une guitare acoustique achetée par son frère, qu'ils se sont partagée.

## Carrière
Dik Evans a joué en tant que guitariste avec son frère pendant les débuts du groupe U2 (portant alors les noms Feedback puis The Hype). Il quitta le groupe le 20 mars 1978 après un concert d'adieu (le dernier sous le nom de "The Hype") donné au Community Centre de Howth,,.
Plus tard, il deviendra l'un des membres fondateurs du groupe dublinois Virgin Prunes et leur guitariste de 1977 à 1984. Il est également le cofondateur du groupe The Kid Sisters, plus connu ensuite sous le nom The Screech Owls, en compagnie de la musicienne américaine Deborah " Debbie " Schow.
Plus récemment, Dik Evans a joué un solo au Snakes & Ladders, un festival de "Nouvelle Musique Irlandaise" organisé par le compositeur et ancien membre du groupe Virgin Prunes, Daniel Figgis.